# Miłoradzice
Miłoradzice (en allemand : Mühlrädlitz) est une localité polonaise de la gmina et du powiat de Lubin en voïvodie de Basse-Silésie.

## Géographie
Le village se situe dans la région historique de Basse-Silésie, à environ dix kilomètres au sud de la ville de Lubin.

## Histoire
De 1742 à 1945, Mühlrädlitz fait partie de l'arrondissement de Lüben dans le district de Liegnitz au sein de la province de Silésie.